# Première conférence mondiale de l'OMS sur la pollution de l'air et la santé
La Première conférence mondiale sur la pollution de l’air et la santé s’est tenue au Siège de l’OMS à Genève du 30 octobre au 1er novembre 2018 ; co-organisée par l'Organisation mondiale de la santé (OMS) avec ONU-Environnement, l’Organisation météorologique mondiale (OMM), le Secrétariat de la Convention-cadre des Nations Unies sur les changements climatiques (CCNUCC), la Coalition pour le climat et la qualité de l'air en vue de réduire les polluants atmosphériques à courte durée de vie (CCAC) (aussi dite Coalition pour le climat et l’air pur), la Commission économique des Nations-Unies pour l'Europe (CCE-ONU et le Groupe de la Banque mondiale).
Cette conférence, sous-titrée « Améliorer la qualité de l'air, combattre les changements climatiques - sauver des vies »  a été demandée par l’Assemblée mondiale de la santé alors qu’en 2017-2018, selon les évaluations OMS, 9 personnes sur 10 respirent un air pollué, pollution qui cause environ 7 millions de décès par an (dont 1,7 million d’enfants ). Rien que pour quelques paramètres de qualité de l’air, la pollution dépasse les niveaux recommandés par l’OMS dans la plupart des villes, et en ville comme en milieu rural, souvent à l’intérieur des habitations (notamment dans les foyers ruraux et urbains pauvres). Selon l’OMS : « Plus de 90% des enfants dans le monde respirent chaque jour un air pollué »  ; 

Cette pollution cause probablement 1/3 des décès par AVC, cancer du poumon et cardiopathie. 
Pour cette conférence la participation à distance a été facilitée (diffusion en continu et en direct des sessions sur le web) l’OMS a notamment lancé un appel aux urbanistes du monde entier.

## Origine et motivations
L’OMS a été désigné par l’Assemblée mondiale de la Santé « chef de file » pour combattre la pollution de l’air, devenue l’une des premières causes de décès prématurés dans le monde, dans les pays riches comme dans les pays pauvres, même si c’est pour des raisons différentes dans ces deux cas . Selon l’OMS, Il existe des stratégies économiquement abordables pour réduire la pollution par les transports, l’énergie, l’agriculture, les déchets et les logements mal construits, mal équipés ou mal gérés. 

En outre ces stratégies pro-santé seraient et « gagnant-gagnant » car contribueraient à la fois à atténuer les changements climatiques et à atteindre les ODD (objectifs de développement durable) pour la santé, l’énergie et les villes en diminuant des souffrances et des coûts évitables.
En mars 2018, parce que l’humain habite de plus en plus en ville, et parce que « Plus de 80% des villes du monde dépassent les limites fixées par l’Organisation mondiale de la Santé (OMS) pour la qualité de l’air. Et plus de la moitié de celles qui surveillent la pollution de l’air signalent des niveaux au moins 3,5 fois supérieurs aux limites fixées par l’OMS ». l’OMS a lancé un projet « Breathelife » ainsi qu’un appel aux urbanistes pour qu’il fasse de l’air leur priorité n°1. 
Selon l’OMS, des stratégies au coût abordable existent : diminuer les polluants de l’air émis par les secteurs du transport, de l’énergie, de la gestion des déchets, du logement et de l’industrie et de l’agriculture et possible, avec dans tous les cas de très importants bénéfices pour la santé publique.
- Diminuer la pollution de l’air notamment par des mobilités douces et actives peut en effet aussi réduire les risques d’accidents de la route, d’obésité, le stress induit par la pollution sonore… et les coûts économiques et psychosociaux afférents ;
- La mobilité urbaine propre, la transition vers des énergies domestique propre, de même qu’un air de meilleure qualité sur les lieux de travail bénéficient en outre à améliorer la qualité de vie, la santé au travail et l’équité sociale, au profit aussi des entreprises et de l’économie locale qui bénéficient de travailleurs plus productifs et créatifs.

## Participants
Outre les représentants de l’ONU/OMS, étaient principalement invités des ministres de la santé, des ministres de l’environnement et d’autres représentants de gouvernements nationaux, d’ONG, de la société civile, de la Recherche, du domaine de la santé, et d’autres secteurs ayant des liens avec la santé (transport, énergie, déchets, etc.), et de la société civile.

## Enjeu: santé publique
Selon l’OMS, en 2018 environ 91 % des terriens qui respirent un air pollué, et 7 millions en meurent chaque année, et les tendances sont que :
- En ville, presque partout la qualité de l’air extérieur ne respecte pas les normes préconisées par l’OMS (les dépassant parfois d’un facteur 10) ;
- l’air intérieur est aussi une cause de mortalité, en milieu rural et urbains (près de 50% des humains utilisent encore des combustibles et des technologies polluantes pour répondre à leurs besoins énergétiques domestiques de base ;
- la pandémie de maladies non transmissibles (MNT) s’aggrave, avec environ 1/3 des décès liés à ces MNT (accident vasculaire cérébral, cancer du poumon, infarctus du myocarde et bronchopneumopathie chronique obstructive) attribués à la pollution de l'air. Les femmes et les enfants, les personnes âgées et les pauvres en pâtissent le plus.
- le dérèglement climatique a des effets sanitaires (mortalité dues aux canicules et sécheresses ou inondations, déplacement de maladies vectorielles, maladies émergentes, etc.). Or la plupart des stratégies d’atténuation diminuent la pollution de l’air. Réciproquement la lutte contre la pollution de l’air incluse souvent une d’émission de produits qui sont des gaz à effet de serre, et parfois destructeurs de la couche d'Ozone, et s’accompagnent de moindres émissions de CO2 (un gaz à longue durée de vie dont l’immixtion dans l’atmosphère n’a pas ralenti malgré les COP sur le climat.

## Contexte éthiques et politiques
Les ODD (objectifs de développement durable de l’ONU) mis à jour fixent des cibles claires pour améliorer la qualité de l’air et la santé, tant pour l’air intérieur qu’urbain, local et régional ou « transfrontières ». 
En 2018, sous l’égide de la Convention CEE-ONU sur la pollution atmosphérique transfrontière à longue distance (CLRTAP), 51 pays (sur 3 continents) œuvrent ensemble à réduire et prévenir la pollution de l’air. 
Le programme 2019-2023 de l’OMS fait une priorité de la lutte contre les changements climatiques et contre la pollution de l’air (parmi 5 grandes priorités mondiales de l’OMS pour cette période)

## Contexte historique (au sein de l’ONU)
- En 2015, une « résolution sur les conséquences sanitaires de la pollution de l’air » a été adoptée par l’Assemblée mondiale de la Santé. 
Et le lien avec le climat est rappelé par l’Accord de Paris de 2015 sur le climat qui souligne que des mesures d’atténuation du dérèglement climatique auraient des « retombées bénéfiques sur l’adaptation, la santé et le développement durable ». En plaçant la santé est au cœur des actions pour le climat, des effets bénéfiques immédiates peuvent être attendus, via les mesures visant le bon état de la qualité de l’air[1].

- En 2016, une « feuille de route pour une action mondiale renforcée », a ensuite été adoptée par la même Assemblée, contenant une stratégie de réduction et gestion des risques et dégâts sanitaires induits par la pollution de l’air, dont via des actions de diminution des contributions aux changements climatiques.

- En 2017, en décembre l’Assemblée de l’ONU vote une résolution sur la prévention et la réduction de la pollution atmosphérique dans le monde. L’ONU y plaide fortement pour des mesures étatiques et pour une large diffusion des informations sur les effets négatifs de la dégradation de l’air et sur l’intérêt à agir du monde économique[1].

- En 2018 se tient la 1ère conférence mondiale sur la pollution de l’air et la santé, en réponse à une demande émanant des États Membres qui ont demandé à l’OMS d’encourager les partenariats sur ce thème et d’amplifier les actions de sensibilisation[1].

## Objectifs de la conférence
Plusieurs grands objectifs étaient attribués par l’OMS à cette conférence : 
1. Réunir des partenaires mondiaux, nationaux et locaux , pour partager l’Etat des lieux et mobiliser à échelle planétaire, dont sur : 
- les données scientifiques sur les répercussions de la pollution de l’air sur la santé ; 
- les méthodes de suivi de la pollution et des expositions ayant une incidence sur la santé ; 
- les moyens et outils d’évaluation et de mise en œuvre d’actions efficientes.
2. « faire du secteur de la santé l’un des fers de lance du changement, en partenariat avec d’autres secteurs » et en particulier avec les villes et pays qui sont invités à participer à la campagne « Respire la vie » et à s’engager à diminuer - d’ici à 2030 - la pollution de l’air conformément aux lignes directrices élaborées par l’OMS à ce sujet. 
Le respect des lignes directrices OMS sur la qualité de l’air intérieur et extérieur permettrait en effet d’éviter des millions de décès chaque année.
3. approfondir la collaboration sur ce sujet entre l’OMS et d’autres institutions de l’ONU, via un processus participatif et de consultation lancé avant la Conférence, invitant des experts et parties prenantes intéressés de contribuer aux objectifs de la Conférence
4. lancer un « Appel à action urgente » (émis par le secteur de la santé et d’autres secteurs) pour réduire la mortalité due à la pollution de l’air (établie en 2018 à environ 7 millions de morts/an) , en contribuant ainsi à la réalisation des objectifs de développement durable 3, 7, 11 et 13.
5. Renforcer les ambitions de la communauté internationale, via un accord pour un « Mouvement mondial pour un air pur » où des ministres, maires, ONG et organisations intergouvernementales s’efforcent à parvenir, d’ici à 2030, à atteindre les lignes directrices de l’OMS.
6. Accorder plus d’attention à énergie domestique dans le programme mondial sur l’énergie en visant à remplacer les foyers au charbon, pétrole, tourbe ou biomasse polluants l’air de millions d’habitations dans le monde
7. Diminuer la pandémie de maladies non transmissibles qui se développe depuis le milieu du XXème siècle
8. accorder un rôle unique de chef de file au secteur de la santé pour évaluer les incidences sanitaires et économiques de la pollution de l’air et stimuler des mesures propres à réduire la pollution de l’air, en coopération avec d’autres secteurs.
9. Agir pour conjointement diminuer pollution de l’air et accélérer les mesures d’atténuation des changements climatiques, et réduire les risques sanitaires liés au climat.
10. Actualiser et diffuser les données sur les effets délétères de la pollution de l’air (pollution chronique et épisodes aigus) ; et améliorer et diffuser de nouveaux outils d’évaluation des impacts, d’évaluation des coûts connexes et des bénéfices attendus d’une restauration d’un air de qualité.
11. Consolider et étendre la campagne mondiale de communication « Respire la vie » en s’appuyant sur les nouveaux engagements des villes et des pays à mettre en œuvre les lignes directrices OMS sur la qualité de l’air.

## Contenu de la conférence
Des sessions, des ateliers et des événements ont porté sur les thèmes suivants : 

### Faits et données scientifiques
Les conférenciers ont pu travailler sur le sujet des effets de la pollution de l’air sur la santé (mise à jour des données factuelles disponibles sur les effets d’expositions chroniques et aiguës, y compris sur les expositions à des particules telles que sable et à la poussière, etc.) mais aussi sur le  suivi, la modélisation, l’évaluation et la prospective et faire le point sur la disponibilité de capteurs et instruments à faible coût permettant à des ONG et pays en développement d’avoir accès à des données, éventuellement en temps réel. Un autre sujet a été le suivi et la notification d’indicateurs climat-air-énergie (pour les ODD 3, 7, 11 et 13). 
Un point a été fait sur les lignes directrices OMS sur l’air (rapport d’étape et travaux en cours) et sur la « Plateforme mondiale sur la qualité de l’air et la santé » (comment combler les manques de connaissances et mieux répondre aux nombreux besoins de recherche).

### Aide à la décision (outils et méthodes)
Ce thème (et enjeux) a été traité via 3 approches :
1. Mieux estimer la charge de la pollution de l’air et les incidences sur la santé ;
2. mieux évaluer les effets sanitaires locaux, produire des scénarios pour une gestion plus écologique et efficiente des transports, de l’énergie et des déchets, aux niveaux local et national, dont via l’initiative pour la santé urbaine (Urban Health Initiative) ;
3. chiffrer et réduire la pollution de l’air (et ses effets sanitaires).

### Stratégies et modalités de mise en œuvre
- actions conjointes des maires du monde entier pour l’air urbain et la santé, dont en développant l’initiative « pour la santé urbaine ».
- travail commun des secteurs de l’énergie, des transports, de l’agriculture avec celui de la santé à la fois pour diminuer la pollution et les changements climatiques, au profit de la santé.
- actions du secteur de la santé pour un air propre et la prévention, définissant les rôles respectifs de la santé publique, des systèmes de santé, des prestataires de soins et des cliniciens.
- réduire l’épidémie mondiale de MNT (maladies non-transmissibles) en réduisant la pollution de l’air
- Élargir la campagne « Respire la vie » avec un objectif ambitieux à 2030 ( BreatheLife2030.org) sous l’égide de l’OMS, d’ONU-Environnement et de la Coalition pour le climat et l’air pur.
- Créer un mécanisme de financement et d’incitation pour renforcer les actions.

### Partenariats, sensibilisation, formation
Ils visent notamment : 
- la transversalité : Faire mieux travailler le secteur de la santé avec les organismes des Nations unies, notamment ONU-Environnement, l’OMM (Organisation météorologique mondiale), les autres organisations intergouvernementales, les banques multilatérales de développement, la Commission économique des Nations unies pour l’Europe (CEE-ONU) et les autres commissions régionales des Nations unies.
- la coopération : avec la Coalition pour le climat et l’air pur, pour faire conjointement évoluer les politiques sur l’air et celles pouvant ralentir les changements climatiques.
- la collaboration avec les sociétés scientifiques concernées et des fédérations et associations de santé publique.
- la coopération stratégique avec des groupes de réflexion, des fondations philanthropiques et la société civile (par exemple organisations locales, groupes d’étudiants, associations professionnelles et sociétés médicales, groupes de citoyens pour l’air pur, etc.).
- Coopération avec les villes et les principaux secteurs économiques, y compris ceux de l’énergie et des transports.